# Tetralophodon
Tetralophodon ('viertandige tand') is een geslacht van uitgestorven slurfdieren, bekend van het Mioceen tot Plioceen van Afro-Eurazië.

## Beschrijving
Tetralophodon was een olifantachtig dier dat leefde van het Laat-Mioceen tot het Midden-Plioceen.
Aangenomen wordt dat ze ongeveer 2,58-3,45 meter hoog waren bij de schouder en tot 10 ton zwaar waren, groter dan de huidige Aziatische olifant, met een lange slurf en snijtanden tot 2 meter lang. Men denkt dat deze snijtanden werden gebruikt als verdedigingsmechanisme.
De grote vierkronige wangtanden van deze dieren zijn ongeveer 6 bij 8 centimeter, ongeveer zes keer zo groot als een normale menselijke tand. Deze laaggekroonde bunodonte tanden waren aangepast om te pletten en te vermalen, in tegenstelling tot andere zoogdieren in deze tijd die scherpe tanden hadden om te snijden. De tanden duiden op een dieet van grote vruchten en groenvoer. Dit dieet werd ondersteund door het grote formaat en de lange slurf waardoor deze zoogdieren hoge, vruchtdragende bomen konden bereiken.
Sommige kenmerken, voornamelijk met betrekking tot het gebit, lijken Tetralophodon dicht bij de oorsprong van de hedendaagse olifanten te plaatsen. Vooral de kiezen zijn geavanceerder en gespecialiseerder dan die van de andere gomphotheriiden.

## Taxonomie
Het geslacht Tetralophodon werd benoemd in het midden van de 19e eeuw met de ontdekking van de gespecialiseerde tanden.
Sommige auteurs veronderstellen dat Tetralophodon afstamt van Gomphotherium. Van tetralophodonte gomphotheriiden zoals Tetralophodon wordt gedacht dat ze nauwer verwant zijn aan olifanten en stegodontiden dan aan trilophodonte gomphotheriiden. Afrikaanse soorten van Tetralophodon zijn genoemd als de voorouder van de olifantachtigen. Tetralophodon is ook genoemd als de voorouder van Anancus.

## Verspreiding
Deze dieren waren zeer wijdverspreide en succesvolle slurfdieren. Hun fossielen zijn gevonden van het Laat-Mioceen tot het Midden-Plioceen in Europa, Azië en Afrika. De meeste fossielen van Tetralophodon hebben tanden met vier ribbels. De Noord-Amerikaanse soorten Tetralophodon campester en Tetralophodon fricki zijn in 2007 ondergebracht in het geslacht Pediolophodon.